# Yūji Takahashi
Yūji Takahashi (高橋 祐治 Takahashi Yūji?, Shiga, 11 de abril de 1993) es un futbolista japonés que juega como defensa en el Shimizu S-Pulse.

## Trayectoria

### Clubes
| Club                       | País      | Año       |
| -------------------------- | --------- | --------- |
| Kyoto Sanga F. C.          | Japón     | 2012-2017 |
| Brisbane Roar (cedido)     | Australia | 2012-2013 |
| J. League sub-22 (cedido)  | Japón     | 2014      |
| Kamatamare Sanuki (cedido) | Japón     | 2015      |
| Sagan Tosu                 | Japón     | 2018-2019 |
| Kashiwa Reysol             | Japón     | 2020-2022 |
| Shimizu S-Pulse            | Japón     | 2023-     |